# رابیس
رابیس (انگلیسی: Rubis) شرکت خرده‌فروشی فرانسوی است، که در سال ۱۹۹۰ تأسیس شد.